# 豹墓
豹墓（意大利语：Tomba dei Leopardi）是一間伊特拉斯坎墓室，因其在酒會場景上方繪有豹的對峙主題而得名。該墓室在蒙特羅茲古墓群（Necropolis of Monterozzi）内，位於義大利拉吉歐大區的塔爾奎尼亞附近，可追溯至西元前470-450年左右。這幅畫是塔爾奎尼亞保存最完好的壁畫之一，以「色彩活潑和姿勢豐富的生動描繪」而聞名，受到了公元前5世紀前25年的古希臘雅典風格藝術的影響。
赴宴者是「衣著優雅」的男女夫婦，由兩個帶著餐具的裸體男孩陪伴。女性被描繪成皮膚白皙，男性皮膚黝黑，這符合古風希臘、古代近東和古埃及所建立的性别傳統慣例。三對夫婦的布局方式預見了古羅馬用餐的臥躺餐廳的出現。 樂師的畫像出現在宴會左右兩側的牆上。在右邊的牆上，一個戴著花圈的人和樂師組成的狂歡遊行（komos）正靠近宴會；在左邊的牆上，有六個樂師和禮物搬運者出現在一個較為莊嚴的隊伍裡。
最右邊的長椅上的男人舉起了一顆象徵著重生的雞蛋，其他赴宴者則手持花圈。這個場景通常被認為是代表死者的葬禮宴會，或者是在其死亡紀念日舉行的家庭聚餐。它被表現為對生命的頌揚，而早期墓葬中的伊特拉斯坎宴會場景則更加嚴肅。 這個場景似乎是在戶外，發生在細長的樹木和植被中，也許在一個樹冠下。
雖然畫面中的角色顯然是伊特拉斯坎人，但繪製中央宴會的藝術家有借鑒古希臘藝術的傾向，這標誌著伊特拉斯坎藝術從古風風格向早期古典風格的變遷。左右兩邊的列隊的風格顯得更加古風，是由不同的藝術家完成。

該墓於1875年被發現。1920年代時，大衛·赫伯特·勞倫斯在他的遊記《伊特拉斯坎地方素描》中描述了這幅壁畫：
這座小型墓室的牆壁充滿了真正的愉悅。房間裡似乎還住著公元前六世紀的伊特拉斯坎人，一群活潑、接受生活的民族，他們一定活得很充實。舞者和奏樂者登場，在寬大的橫飾帶（Frieze）上走向墳墓的前牆，當我們從黑暗的樓梯進入時，這面牆正對著我們，那裡正舉行著盛宴。......這樣一來，所有的東西都是彩色的，我們似乎根本不是在地下，而是在過去的某個歡樂的房間。
從藝術的觀點來說，這幅畫的精緻和優雅程度被認為比不上比加斯之墓（Tomb of the Bigas）或躺臥餐廳墓中所發現的畫。

## 圖庫

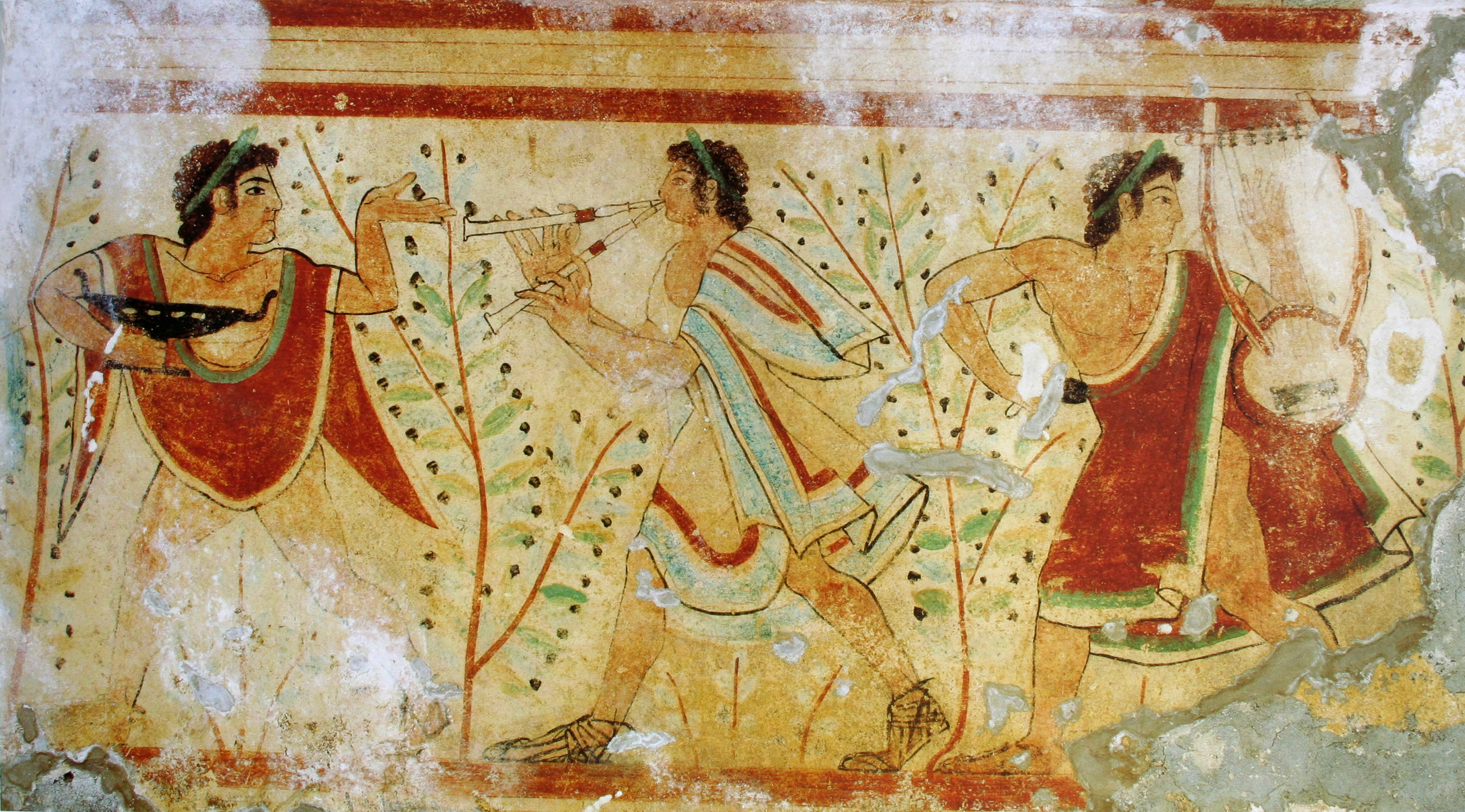
舞者和樂師
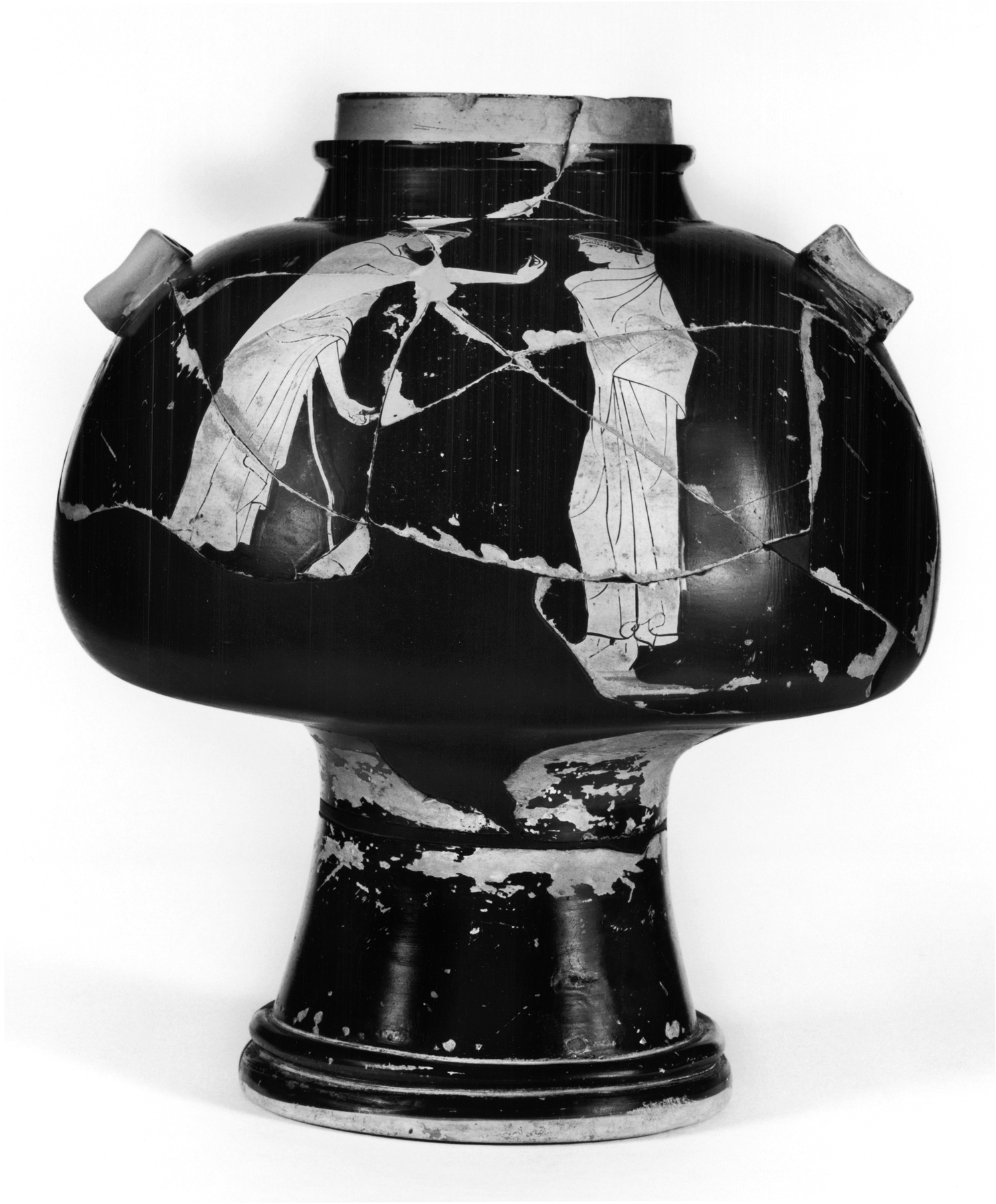
豹墓中發現的冷酒罈（英语：Psykter）（psykter），描繪了一名運動員、一名僕人男孩、一名青年和一隻狗